# NGC 2494
NGC 2494 is een balkspiraalstelsel in het sterrenbeeld Eenhoorn. Het hemelobject werd op 6 februari 1864 ontdekt door de Duitse astronoom Albert Marth.

## Synoniemen
- IC 487
- UGC 4141
- MCG 0-21-1
- ZWG 3.2
- IRAS 07565-0030
- PGC 22377